# Gobustán
Gobustán (en azerí: Qobustan) es una localidad de Azerbaiyán, capital del raión homónimo.
Se encuentra a una altitud de 759 m sobre el nivel del mar. 

## Demografía
Según estimación 2010 contaba con 14911 habitantes.